# Calle Christopher–Sheridan Square (línea de la Séptima Avenida–Broadway)
La Calle Christopher–Sheridan Square es una estación en la línea de la Séptima Avenida-Broadway del Metro de Nueva York de la A del Interborough Rapid Transit Company. La estación se encuentra localizada en Manhattan entre la Calle Christopher y la Séptima Avenida. La estación es servida las 24 horas por los trenes del servicio  y durante las madrugadas por el servicio .
Las obras de arte en la estación dice Greenwich Village Murals hecha por Lee Brozgold y los estudiantes del I.S. 41.